# XX Mostra de Cinema Llatinoamericà de Catalunya
La XX Mostra de Cinema Llatinoamericà de Catalunya va tenir lloc a Lleida entre el 4 i l'11 d'abril de 2014. Fou organitzada pel Centre Llatinoamericà de Lleida amb el suport del Patronat de Turisme de la Paeria de Lleida i la col·laboració de la Fundació "la Caixa", la Universitat de Lleida, l'Instituto de Cooperación Iberoamericana, el Ministeri d'Assumptes Socials d'Espanya, la Casa de América i la Casa Amèrica Catalunya. Els llargmetratges es van projectar al CaixaForum Lleida mentre que els documentals ho foren a l'Auditori del Centre de Cultures i Cooperació Transfronterera del campus de Cappont de la Universitat de Lleida.
El pressupost va ser de 165.000 euros.
A la secció oficial es van projectar 11 llargmetratges, 10 curtmetratges i 8 documentals de 14 països (amb set operes primes i nou estrenes a Espanya), així com l'exposició de fotografies Fotosaurios de Carlos Saura. Es va atorgar el premi Jordi Dauder a les realitzadores Mar Coll i Emma Vilarasau, els premis d'honor a José Sacristán i Daniel Burman i el premi Ángel Fernández Santos a la revista Dirigido por. En total la Mostra fou visitada per 15.000 persones, 3.000 més que en l'edició anterior.

## Pel·lícules exhibides

### Llargmetratges de la selecció oficial
- Entre Vales de Philippe Barcinski //[6]
- Esclavo de Dios de Joel Novoa //
- Potosí d'Alfredo Castruita
- Tlatelolco, verano del 68 de Carlos Bolado
- Vino para robar d'Ariel Winograd
- O Lobo Atrás da Porta de Fernando Coimbra
- Tanta agua d'Ana Guevara i Leticia Jorge
- El verano de los peces voladores de Marcela Said
- La reconstrucción de Juan Taratuto
- Deshora de Bárbara Sarasola-Day /
- María y el araña de María Victoria Menis

### Curtmetratges de la secció oficial
- Agua bendita de Margarita Poseck i Eugenia Poseck
- Aquel no era yo d'Esteban Crespo García
- Captain T&T de Christopher Guinness
- Cólera d'Aritz Moreno
- Padre de Santiago "Bou" Grasso
- La gallina de Manel Raga
- Perdona nuestras ofensas d'Israel Ahumada
- Nadador de Dani de la Orden
- Un lugar mejor de Marisa Crespo i Moisés Romera
- Yolanda de Cristian Carretero /

### Documentals de la secció oficial
- Leonora Carrington. El juego surrealista de Javier Martín–Domínguez
- El alcalde d'Emiliano Altuna, Carlos F. Rossini i Diego Osorno
- La eterna noche de las doce lunas de Priscila Padilla
- Refugiados en su tierra de Fernando Molina i Nicolás Bietti
- El gran simulador de Néstor Frenkel
- Ciudade de Deus: 10 anos despois de Cavi Borges i Luciano Vidigal
- Mika, mi guerra de España de Fito Pochat i Javier Olivera /

### Sessions especials
- Writing heads; hablan los guionistas d'Alfonso S. Suárez
- El mort i ser feliç de Javier Rebollo
- Noa de Jordi Celma

## Jurat
El jurat dels llargmetratges fou presidit per Rosa Vergés, i en formaren part a més Horacio Altuna, la periodista Yolanda Viñals, el fotògraf Oscar Fernández Orengo i la guionista i productora Lola Mayo.

## Premis
Els premis atorgats en aquesta edició foren:
| Categoria                                           | Premiat                                  | Treball                 |
| --------------------------------------------------- | ---------------------------------------- | ----------------------- |
| Millor llargmetratge                                | Tlatelolco, verano del 68                | Carlos Bolado           |
| Premi del Públic                                    | Esclavo de Dios                          | Joel Novoa Joseph Novoa |
| Premi del Públic                                    | Tlatelolco, verano del 68                | Carlos Bolado           |
| Premi del Públic                                    | Vino para robar                          | Ariel Winograd          |
| Millor director (Premi Obra Social "la Caixa")      | Fernando Coimbra                         | O Lobo Atrás da Porta   |
| Millor opera prima                                  | Esclavo de Dios                          | Joel Novoa Joseph Novoa |
| Millor actor                                        | Néstor Guzzini                           | Tanta agua              |
| Millor actriu                                       | Leandra Leal                             | O Lobo Atrás da Porta   |
| Millor guió (Premi Casa Amèrica Catalunya)          | Vino para robar                          | Adrián Garelik          |
| Millor documental                                   | La eterna noche de las doce lunas        | Priscila Padilla        |
| Premi Radio Exterior de España al millor documental | María y el araña                         | María Victoria Menis    |
| Premi del Públic Documental                         | La eterna noche de las doce lunas        | Priscila Padilla        |
| Premi del Públic Documental                         | Víctor Jara Nº 2547                      | Elvira Díaz             |
| Premi del Públic Documental                         | El gran simulador                        | Néstor Frenkel          |
| Menció al documental                                | Leonora Carrington. El juego surrealista | Javier Martín Domínguez |
| Millor curtmetratge                                 | Aquel no era yo                          | Esteban Crespo García   |
| Menció al curtmetratge                              | Padre                                    | Santiago "Bou" Grasso   |
| Premi Ángel Fernández-Santos                        | Dirigido por                             |                         |
| Premi d'Honor                                       | José Sacristán Daniel Burman             |                         |
| Premi Jordi Dauder                                  | Mar Coll Emma Vilarasau                  |                         |